# Cortez (Colorado)
Cortez ist eine US-amerikanische Stadt in Colorado im Montezuma County, dessen County Seat sie auch ist. Das U.S. Census Bureau hat bei der Volkszählung 2020 eine Einwohnerzahl von 8.766 ermittelt. Der Ort wird in der Verwaltungsform einer Home Rule Municipality geführt.
Ein Zwischenziel für Touristen ist die Stadt durch den Mesa-Verde-Nationalpark, das Monument Valley und die Four Corners. Die Station KRTZ sendet ein Pop-Programm aus der Stadt.

## Geographie
Cortez’ geographische Koordinaten sind 37° 21′ N, 108° 35′ W.
Nach den Angaben des United States Census Bureaus hat die Stadt eine Fläche von 14,3 km², wovon 14,2 km² auf Land und 0,1 km² (= 0,36 %) auf Gewässer entfallen.
Der Mesa-Verde-Nationalpark befindet sich südöstlich von Cortez. Cortez selbst ist ein lokales Zentrum, das mit dem östlich gelegenen Durango, Colorado und dem südlicheren Farmington, New Mexico im Wettbewerb steht.

## Demographie
Zum Zeitpunkt des United States Census 2000 bewohnten Cortez 7977 Personen. Die Bevölkerungsdichte betrug 560 Personen pro km². Es gab 3508 Wohneinheiten, durchschnittlich 246,3 pro km². Die Bevölkerung von Cortez bestand zu 80,77 % aus Weißen, 0,26 % Schwarzen oder African American, 10,09 % Native American, 0,35 % Asian, 0,04 % Pacific Islander, 6,04 % gaben an, anderen Rassen anzugehören und 2,44 % nannten zwei oder mehr Rassen. 13,30 % der Bevölkerung erklärten, Hispanos oder Latinos jeglicher Rasse zu sein.
Die Bewohner von Cortez verteilten sich auf 3209 Haushalte, von denen in 31,8 % Kinder unter 18 Jahren lebten. 48,1 % der Haushalte stellen Verheiratete, 12,7 % hatten einen weiblichen Haushaltsvorstand ohne Ehemann und 35,2 % bildeten keine Familien. 30,0 % der Haushalte bestanden aus Einzelpersonen und in 12,7 % aller Haushalte lebte jemand im Alter von 65 Jahren oder mehr alleine. Die durchschnittliche Haushaltsgröße betrug 2,41 und die durchschnittliche Familiengröße 3,00 Personen.
Die Stadtbevölkerung verteilte sich auf 26,7 % Minderjährige, 8,8 % 18–24-Jährige, 26,6 % 25–44-Jährige, 21,6 % 45–64-Jährige und 16,4 % im Alter von 65 Jahren oder mehr. Das Durchschnittsalter betrug 36 Jahre. Auf jeweils 100 Frauen entfielen 91,4 Männer. Bei den über 18-Jährigen entfielen auf 100 Frauen 84,4 Männer.
Das mittlere Haushaltseinkommen in Cortez betrug 28.776 US-Dollar und das mittlere Familieneinkommen erreichte die Höhe von 35.533 US-Dollar. Das Durchschnittseinkommen der Männer betrug 30.755 US-Dollar, gegenüber 20.280 US-Dollar bei den Frauen. Das Pro-Kopf-Einkommen in Cortez war 18.040 US-Dollar. 18,6 % der Bevölkerung und 14,8 % der Familien hatten ein Einkommen unterhalb der Armutsgrenze, davon waren 27,3 % der Minderjährigen und 17,3 % der Altersgruppe 65 Jahre und mehr betroffen.